# Onthophagus magnioculus
Onthophagus magnioculus là một loài bọ cánh cứng trong họ Bọ hung (Scarabaeidae).